# Bohdan Szrejder
Bohdan Szrejder (ur. 23 stycznia 1932 w Warszawie, zm. 14 lipca 1995) – polski szermierz, indywidualny mistrz Polski we florecie (1954).

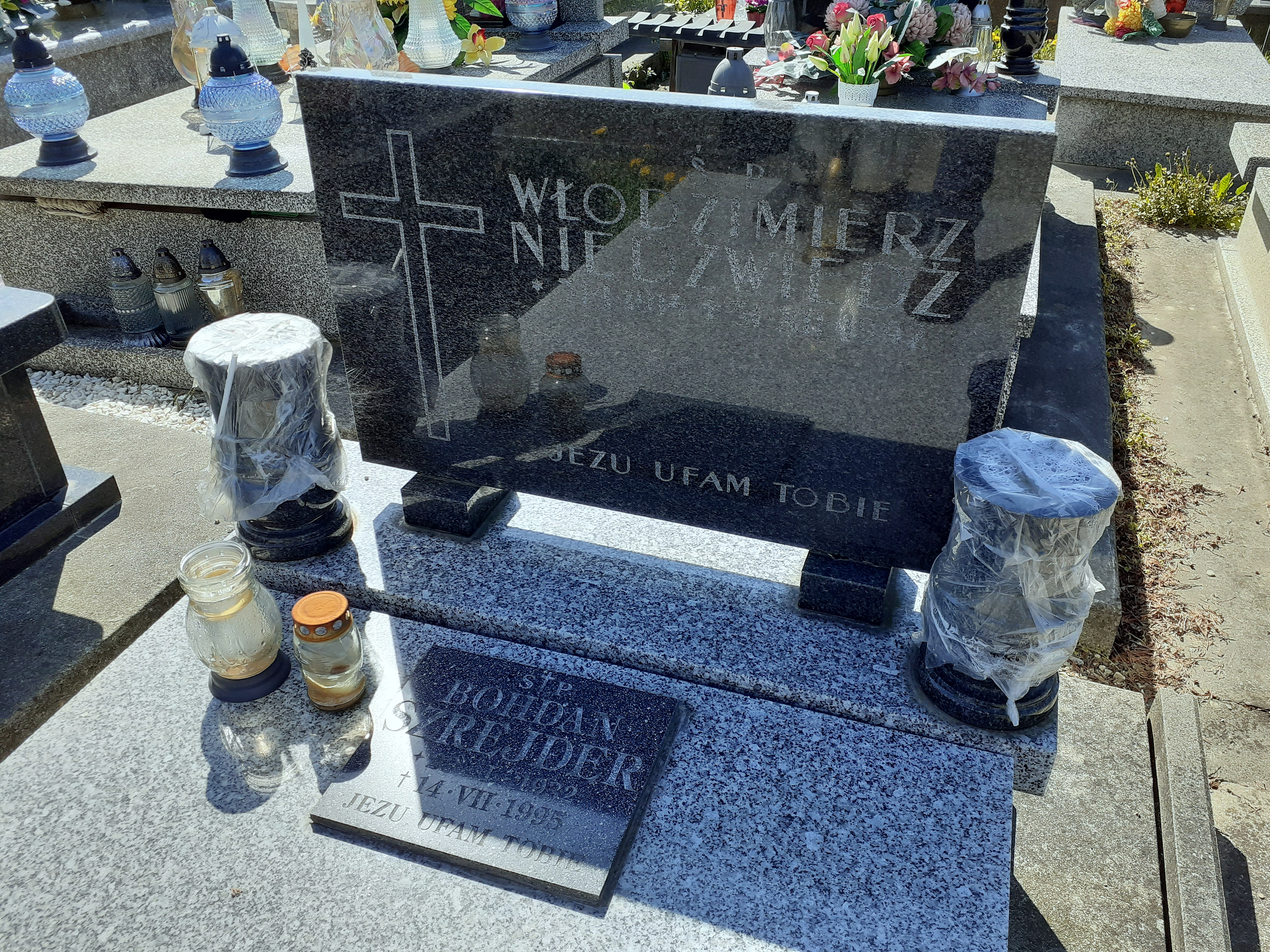
Grobowiec Bohdana Szrejdera

## Życiorys
Był zawodnikiem Ogniwa Warszawa (1948-1951), Gwardii Warszawa (1951-1952), CWKS Legia Warszawa (1953-1961), Warszawianki (1962-1963) i Marymontu Warszawa (1964-1965), walczył w trzech broniach - florecie, szabli i szpadzie. Jego największym sukcesem było indywidualne mistrzostwo Polski we florecie w 1954. Ponadto był drużynowym mistrzem Polski we florecie (1953, 1955, 1956, 1957, 1959, 1964), szpadzie (1953) i szabli (1953, 1956, 1957, 1960, 1961), drużynowym wicemistrzem Polski we florecie (1951, 1958) i szabli (1958), brązowym medalistą mistrzostw Polski we florecie (1950, 1960, 1965). W latach 1965 i 1968-1976 pracował jako trener w Resovii.
Przed śmiercią mieszkał w Kanadzie. Został pochowany na cmentarzu Wilkowyja w Rzeszowie.